# Chiesa dei Santi Bassiano e Fereolo
La chiesa dei Santi Bassiano e Fereolo, più nota semplicemente come San Fereolo, è un luogo di culto cattolico di Lodi.
È sede della parrocchia omonima.

## Storia
L'attuale edificio è stato consacrato il 26 dicembre 1671, edificato su preesistente edificio del 1200 circa. Le cronache parrocchiali non citano grandi lavori di trasformazione sino ai lavori di ristrutturazione completati nel 1999, lavori che hanno visto l'ampliamento della chiesa con l'allargamento del transetto sinistro.
Alla chiesa sono annessi la casa parrocchiale e l'oratorio, radicalmente ristrutturati alla metà degli anni '80 del XX secolo.

## Architettura e arte

### Facciata
La facciata è in cotto, con mattoni a vista, con caratteristiche di "non finito" nella parte superiore ed evidenti segni delle modifiche succedutesi nel tempo. Il portone di ingresso è incoronato da un semplice pròtiro sorretto da colonne in granito.

### Interno

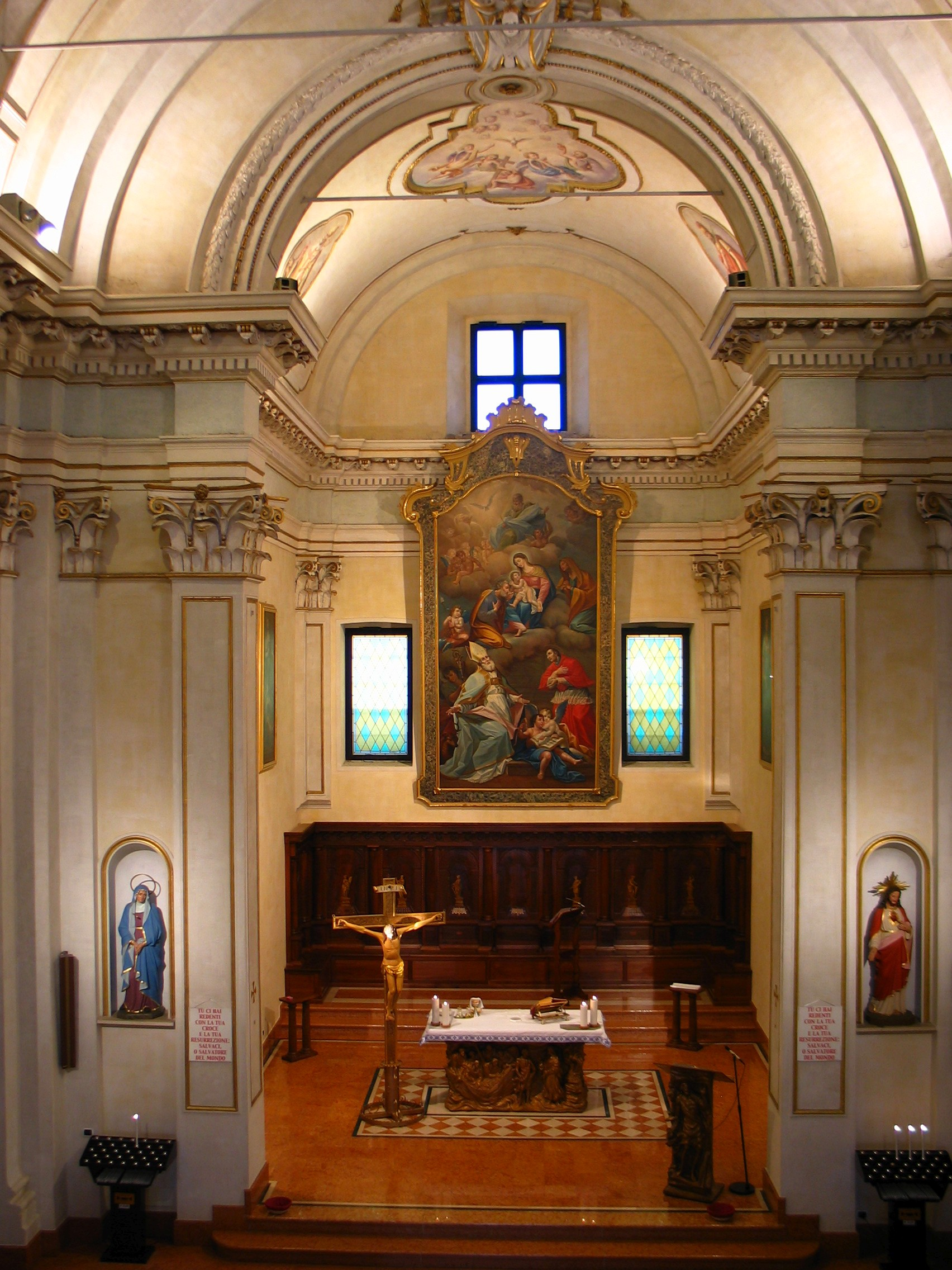
Interno della chiesa di San Fereolo (Lodi)

L'interno della chiesa, in stile barocco, è caratterizzato da una navata unica con pianta rettangolare, arricchita da due nicchie laterali.
Nella nicchia laterale di destra è collocata la pregevole statua, di probabile fattura settecentesca, della Madonna del Rosario.

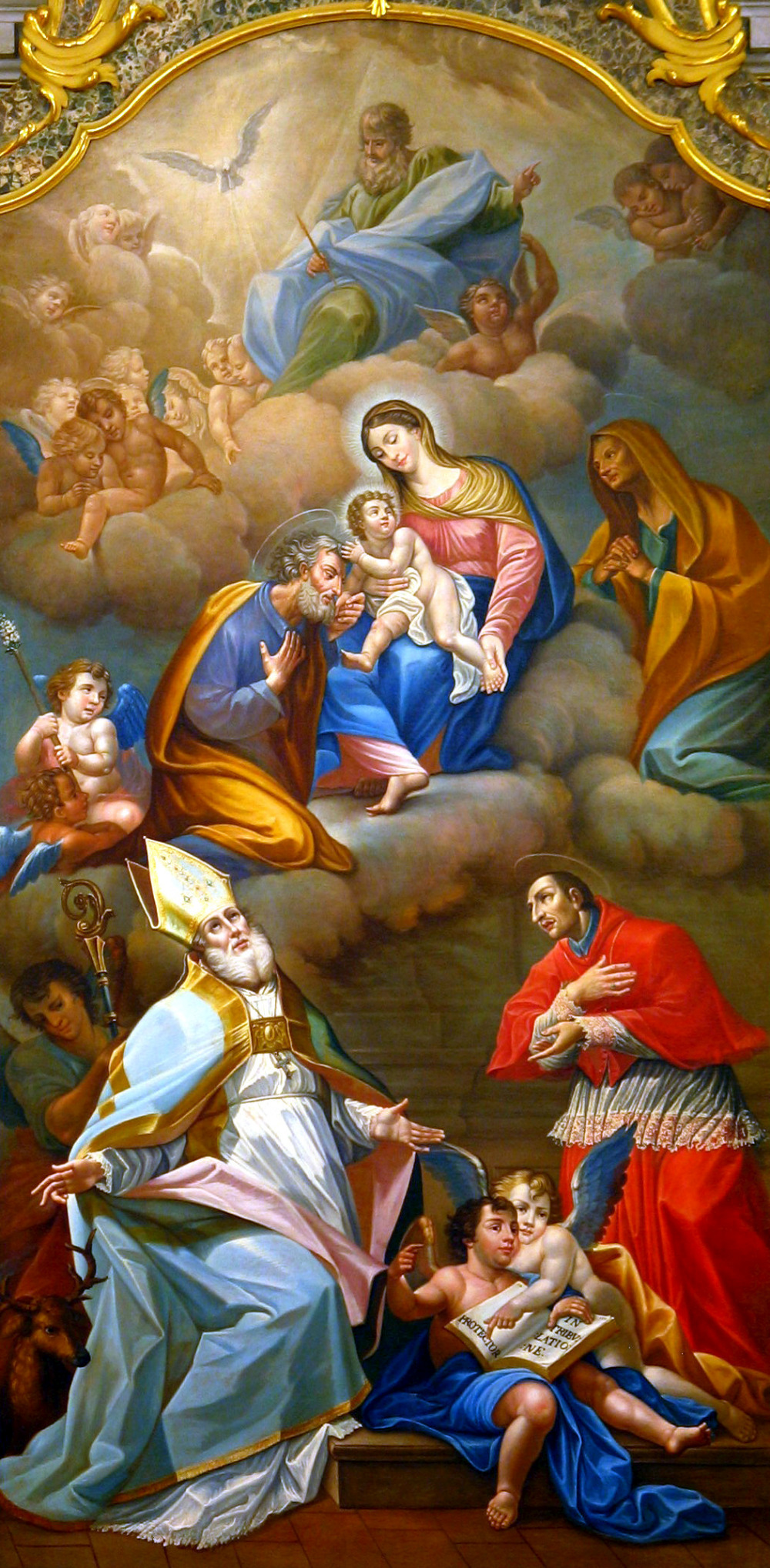
Pala del coro della chiesa di San Fereolo (Lodi)

Il quadro dei santi patroni Bassiano e Fereolo è invece collocato nella nicchia laterale sinistra. È della metà del ‘700 e raffigura la Vergine, in veste rossa e manto verde oliva, con il Bambino Gesù che guarda verso il basso e tiene in mano una rosa; a sinistra San Bassiano con la sua cerva, in camice bianco e piviale dorato; a destra San Fereolo con la sua armatura di soldato con manto lilla e corta veste.
Dietro al presbiterio (oggi risistemato con l'eliminazione del vecchio altare maggiore, trasferito nel transetto destro a seguito della riforma liturgica) si apre un prezioso coro ligneo con nove stalli, opera di Anselmo de' Conti (seconda metà del secolo XVI). Gli schienali degli stalli sono arricchiti da intarsi con immagini di profeti e sibille.
Sopra il coro ligneo è collocata una grande pala di autore ignoto. Al centro è raffigurata la Sacra Famiglia; in alto vi è il Padre celeste che nell'atto di scrivere. A sinistra della Vergine vi è Sant'Anna; in basso, con lo sguardo alla Sacra Famiglia, San Bassiano e San Carlo Borromeo con angeli.
L'ambone e l'altare sono opere contemporanee dello scultore Mario Rudelli: rappresentano rispettivamente Cristo risorto e l'episodio evangelico della pesca miracolosa.